# Hjelset
Hjelset este o localitate din comuna Molde, provincia Møre og Romsdal, Norvegia, cu o suprafață de 0,86 km² și o populație de 1.037 locuitori (2013).